# Paul Fields
Paul Fields (* 28. Juli 1943 in Harmannsdorf, Niederösterreich als Paul Fickl; † 15. November 2020 in Wien) war ein österreichischer Komponist, Arrangeur und Jazz- und Improvisationsmusiker (Violine, gelegentlich auch Keyboard, Sopransaxophon).

## Leben und Wirken
Fields war der Sohn des Militärmusik-Kapellmeisters Paul „Füzi“ Fickl (1892–1954), bei dem er auch den ersten Musikunterricht erhielt. Die weitere Ausbildung als Geiger erfolgte am Konservatorium der Stadt Wien, wo er auch studierte. Nach Tätigkeit bei Wiener Musikverlagen war er ab dem 19. Lebensjahr als Berufsmusiker in Wiener Tanzkapellen tätig. Zwischen 1965 und 1974 war er als Theatermusiker am Theater an der Wien engagiert. 1970 gründete er sein eigenes Ensemble; daneben erkundete er aber seit 1975 in Fritz Novotnys Reform Art Unit, der er bis heute angehört, die freie Musik. Mit Walter Malli und Novotny war er in den späten 1970er Jahren auch als Three Motions aktiv. 1980 etablierte er seinen eigenen Buch-, Kunst- und Musikverlag, Fields Edition. Mit Erika Pluhar und André Heller war er auf internationalen Tourneen. Zwischen 1986 und 1989 gehörte er zum Improvisationsensemble Clan Music Overdrive. Er ist auch auf Alben mit Jim Pepper und Rabih Abou-Khalil, Heinz Neubrand, Joschi Schneeberger und mit Sigi Maron zu hören.
1998 erhielt er das Goldene Verdienstzeichen des Landes Wien.

## Diskographische Hinweise
- My Country Fiddle (1988)
- Hot Club Austria Night and Day (1994)
- Wide Fields To Federico Fellini (1996)
- Paul Fields Ensemble s´Wonderful (1997, mit Martin Spitzer und Harry Putz)